# Метрика (музика)
Метрика или музички метар представља ток наглашених и ненаглашених тонова. Музички метар може бити дводелан, троделан, четвороделан, петоделан, шешстоделан, седмоделан, осмоделан, деветоделан, десетоделан, једанаестоделан и дванаестоделан. Најмањи део музичке композиције је такт.
Наглашени музички део зове се теза и означава се цртом, а ненаглашени зове се арза и обележава се луком. Један од другог такта се одвајају усправним цртама, тактицама. Врста такта обележава се на почетку композиције после кључа. Горњи број означава број тактових дела а доњи означава основну јединицу бројања.